# Sonico
Sonico är en ort och kommun i provinsen Brescia i regionen Lombardiet i Italien. Kommunen hade 1 259 invånare (2018).